# João Manuel de Abreu
João Manuel de Abreu  (Valença do Minho, 16 de Abril de 1757 — Açores?, 1815) foi um matemático e maçon português.

## Biografia
Bacharel em Matemática pela Faculdade de Ciências da Universidade de Coimbra, ocupou o lugar de lente na Academia Real da Marinha e o de professor de História no Real Colégio dos Nobres e foi Sócio Membro da Academia Real das Ciências de Lisboa.
Foi, provavelmente, iniciado na Maçonaria em Valença, em data e em Loja, mais tarde afecta ao Grande Oriente Lusitano, desconhecidas e com nome simbólico desconhecido.
A convivência com o célebre José Anastácio da Cunha (matemático e poeta), nomeadamente no regimento de artilharia no Porto (onde foi soldado e aquele tenente), e do qual foi discípulo, criou-lhe familiaridade com as novas teorias oriundas da Europa, tendo vindo a ser perseguido e preso pela Inquisição por ser liberal. Condenado por ateísmo e impiedade, em 11 de Outubro de 1778, foi sentenciado a três anos de reclusão para ser instruído na fé cristã, pelo que esteve internado na Casa dos Padres da Missão até 1781, saindo em auto-de-fé e homiziando-se depois em França.
Em França, onde viveu alguns anos, publicou algumas das suas obras maioritariamente dedicadas a estudos matemáticos, tendo deixado várias obras de Geometria e Matemática, , das quais se destacam: Supplément à la Traduction de la Géometrie d'Euclide, suivi d'Un Essai sur la Vraie Théorie des Parallèles, publicado em 1809, e Principes Mathématiques de Joseph-Anastase da Cunha, publicado em 1811.
Regressou, mais tarde, a Portugal.